# Nemesia pedemontana
Espèce
Nemesia pedemontana est une espèce d'araignées mygalomorphes de la famille des Nemesiidae.

## Distribution
Cette espèce se rencontre en Italie au Piémont, en Émilie-Romagne, en Toscane, en Ombrie, dans les Marches, dans les Abruzzes et en Molise et à Saint-Marin,.

## Description
Le mâle holotype mesure 11,8 mm et la femelle paratype 17,5 mm.

## Étymologie
Son nom d'espèce lui a été donné en référence au lieu de sa découverte, le Piémont.

## Publication originale
- Decae, Pantini & Isaia, 2015 : A new species-complex within the trapdoor spider genus Nemesia Audouin 1826 distributed in northern and central Italy, with descriptions of three new species (Araneae, Mygalomorphae, Nemesiidae). Zootaxa, no 4059(3), p. 525-540.